# Rhagomys
A Rhagomys az emlősök (Mammalia) osztályának rágcsálók (Rodentia) rendjébe, ezen belül a hörcsögfélék (Cricetidae) családjába tartozó nem.

## Tudnivalók
A legújabb DNS-vizsgálatok szerint a Rhagomys-fajok legközelebbi rokonai a Thomasomys nembe tartozó fajok.

## Rendszerezés
A nembe az alábbi 2 faj tartozik:
- Rhagomys longilingua Luna & Patterson, 2003
- Rhagomys rufescens Thomas, 1886 - típusfaj